# Okres Uherské Hradiště
Uherské Hradiště (Duits: Ungarisch Hradisch) is een district (Tsjechisch: Okres) in de Tsjechische regio Zlín. De hoofdstad is Uherské Hradiště. Het district bestaat uit 78 gemeenten (Tsjechisch: Obec).

## Lijst van gemeenten
De obce (gemeenten) van de okres Uherské Hradiště. De vetgedrukte plaatsen hebben stadsrechten. De cursieve plaatsen zijn steden zonder stadsrechten (zie: vlek).
Babice - Bánov - Bílovice - Bojkovice - Boršice u Blatnice - Boršice - Břestek - Březolupy - Březová - Buchlovice - Bystřice pod Lopeníkem - Částkov - Dolní Němčí - Drslavice - Hluk - Horní Němčí - Hostějov - Hostětín - Hradčovice - Huštěnovice - Jalubí - Jankovice - Kněžpole - Komňa - Korytná - Kostelany nad Moravou - Košíky - Kudlovice - Kunovice - Lopeník - Medlovice - Mistřice - Modrá - Nedachlebice - Nedakonice - Nezdenice - Nivnice - Ořechov - Ostrožská Lhota - Ostrožská Nová Ves - Osvětimany - Pašovice - Pitín - Podolí - Polešovice - Popovice - Prakšice - Rudice - Salaš - Slavkov - Staré Hutě - Staré Město - Starý Hrozenkov - Strání - Stříbrnice - Stupava - Suchá Loz - Sušice - Svárov - Šumice - Topolná - Traplice - Tučapy - Tupesy - Uherské Hradiště - Uherský Brod - Uherský Ostroh - Újezdec - Vápenice - Vážany - Velehrad - Veletiny - Vlčnov - Vyškovec - Záhorovice - Zlámanec - Zlechov - Žítková
Kroměříž · Uherské Hradiště · Vsetín · Zlín